# Hydrillodes pseudomorosa
Hydrillodes pseudomorosa là một loài bướm đêm trong họ Noctuidae.